# Feargal Sharkey (musikalbum)
Feargal Sharkey är ett musikalbum av Feargal Sharkey som släpptes 1985.

## Låtlista
1. A good heart
2. You little thief
3. Ghost train
4. Ashes and diamonds
5. Made to measure
6. Someone to somebody
7. Don't leave it to nature
8. Love and hate
9. Bitter man
10. It's all over now

## Producerades av
David A. Stewart

## Medverkande
- Feargal Sharkey - Sång, synthesizers, programmering, trummor, bakgrundssång
- David A. Stewart - Gitarr, bakgrundssång
- Dean Garcia - Bas
- Olle Romo - Trummor
- Patrick Seymour - Keyboards
- Davey Payne - Saxofon, flöjt
- Freida Williams - Bakgrundssång
- Debra Byrd - Bakgrundssång
- Martin Chambers - Trummor
- Nathan East - Bas
- Jimmy Zee - Munspel
- Molly Duncan - Saxofon
- Dave Blues - Trumpet
- Rick Morconbe - Gitarr